# Nationalstraße 10 (Japan)
Die Nationalstraße 10 (jap. 国道10号, Kokudō 10-gō) ist eine wichtige Straße in Japan und durchquert Kyūshū von Kitakyūshū bis Kagoshima.

## Verlauf
- Präfektur Fukuoka
  - Kitakyūshū – Yukuhashi – Buzen
- Präfektur Ōita
  - Nakatsu – Usa – Kitsuki – Beppu – Ōita – Bungo-Ōno – Usuki – Saiki
- Präfektur Miyazaki
  - Nobeoka – Hyūga – Miyazaki – Miyakonojō
- Präfektur Kagoshima
  - Soo – Kirishima – Kagoshima